# Liane de Pougy
Anne-Marie Chassaigne, dite Liane de Pougy, née à La Flèche (Sarthe, France) le 2 juillet 1869 et morte à Lausanne (canton de Vaud, Suisse) le 26 décembre 1950, épouse d’Armand Pourpe puis, par son second mariage, princesse Ghika, est une danseuse, courtisane et femme de lettres française de la Belle Époque, puis tertiaire dominicaine.

## Biographie

### Fille et épouse d'officier à la Belle Époque
Fille de Pierre Chassaigne, officier de cavalerie (d'un père originaire de Sainte-Foy-la-Grande et d'une mère audomaroise) et d'Aimée Marie Gabrielle Lopez, d'une famille d'origine espagnole de tradition militaire,, Anne-Marie Olympe, cadette et seule fille parmi quatre enfants, reçoit l'éducation d'une jeune fille de son milieu au couvent de Sainte-Anne-d'Auray, dans le Morbihan, où elle entre en 1878, à neuf ans, et reste jusqu'en 1885. 
Elle est mariée à dix-sept ans, le 15 juillet 1886, à Lorient, à un officier de marine, l'enseigne de vaisseau Joseph Armand Henri Pourpe, né le 8 février 1862 à Marseille. Le 17 mai 1887, à Lorient, elle donne le jour à un fils, Marc Marie Edmond Armand, qui devient l'un des pilotes pionniers de l'aviation française et meurt pendant la Première Guerre mondiale, le 2 décembre 1914, âgé de 27 ans.  
Mais alors qu'elle réside à Marseille, son mari ayant été affecté à Toulon, elle prend un amant. Mis au courant de son infortune, Armand Pourpe « tire un coup de feu qu'Anne-Marie reçoit dans le bas du dos ». Elle s'enfuit, s'installe à Paris et demande le divorce en profitant des nouvelles lois, au scandale de sa famille. Elle a 19 ans. Son fils est alors confié à ses grands-parents paternels à Suez ; elle ne le retrouvera qu'une dizaine d'années plus tard (après la mort d'Armand).

### Cabarets etdemi-monde

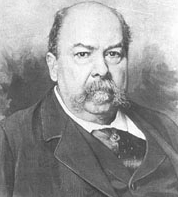
Henri Meilhac (1830-1897) lança Anne-Marie aux Folies Bergère.

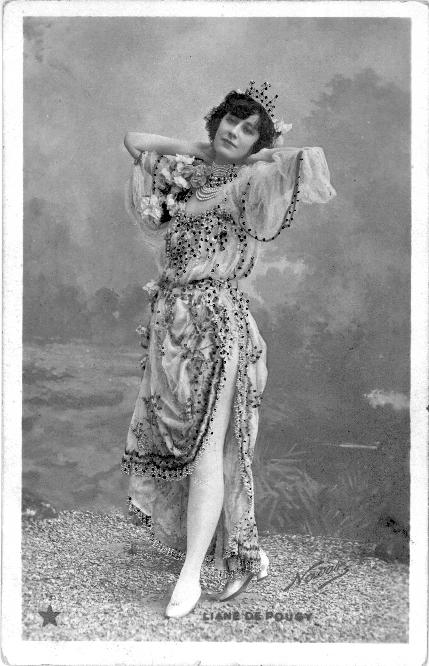
Liane de Pougy aux Folies Bergère.

À Paris, Anne-Marie prend des leçons de danse sous la direction de Mme Mariquita. Sous le pseudonyme de « Liane de Pougy », elle commence alors une carrière de danseuse de cabaret, et devient rapidement une des « courtisanes » les plus en vue de la capitale. Ainsi le quotidien Gil Blas décrit-il avec une pointe d'humour « le luxe intime d'une horizontale de grande marque, Liane de Pougy : elle dort sous des rideaux d'Alençon, cette reine des dentelles, et le transparent rideau est doublé de satin hortensia (...) Rassurez-vous la chambre possède un système de ventilation qui écarte tout danger d'asphyxie ». 
Elle se lie d'amitié avec Sarah Bernhardt, qui lui donne quelques cours d'art dramatique mais lui fait comprendre qu'elle n'a aucun talent dans ce domaine, lui conseillant de « n'ouvrir la bouche que pour sourire ». Elle rencontre Henri Meilhac, auteur dramatique à succès, septuagénaire mais amateur de jolies femmes, qui succombe à son charme et la lance dans le monde du théâtre en la faisant engager aux Folies Bergère, où elle débute en avril 1894, lors d' « une soirée éblouissante ». Très liée avec Jean Lorrain, elle joue à l'Olympia dans la pantomime Rêve de Noël puis « triomphe » aux Folies Bergère en 1896 avec le rôle d'Oriane dans l'Araignée d'or, qui sera « le great event de la saison parisienne »[réf. nécessaire]. Edmond de Goncourt la qualifie alors de « plus jolie femme du siècle ».
Parmi ses adorateurs, on compte Charles de Mac-Mahon (1856-1894), Roman Potocki (1851-1915) ou le jeune Maurice de Rothschild (1881-1957) qui la couvrent de bijoux, lui offrent des équipages et le luxueux « nécessaire » à la vie d'une courtisane d'alors. Sa rivalité avec la Belle Otero contribue à la célébrité de l'une comme de l'autre. Le guide Paris-Parisien la considère bientôt comme une « notoriété de la vie parisienne ». L'édition de 1896 la décrit comme une « demi-mondaine connue pour ses beaux bijoux » ; celle de 1899, comme une « demi-mondaine connue pour ses ventes, son suicide, ses essais littéraires et dramatiques ». Georges Montorgueil, dans son ouvrage sur Les Parisiennes d'à présent (1897), s'amuse : « Mais si elle n'est de Pougy elle est bien Liane pour sa souple beauté et ses enlacements ». 
Antonio de La Gandara, avec qui on lui prête une liaison, était un familier du 15, rue de la Néva, l’hôtel particulier de Liane de Pougy. C'est là qu'il réalisa, en 1903, un grand tableau d'elle allongée sur une duchesse brisée. Il fit aussi plusieurs dessins et pastels qui sont reproduits dans la biographie de l'artiste. Le compositeur Reynaldo Hahn note à ce propos dans son journal : « Observations, réflexions diverses, hier, après deux heures passées chez Liane de Pougy pendant qu'elle posait pour La Gandara. Beauté surnaturelle de cette femme, poésie céleste qui dérange ma sceptique quiétude ».
Jean Cocteau, qui compta Liane parmi ses Reines de la France, se rappelait : « Le poing sur la hanche, harnachée de perles, cuirassée de diamants, Liane de Pougy avançait parmi les tables de Maxim's avec l’indifférence des astres. Les hommes se levaient, la saluaient. Elle continuait sa route ».

### L'amoursaphique

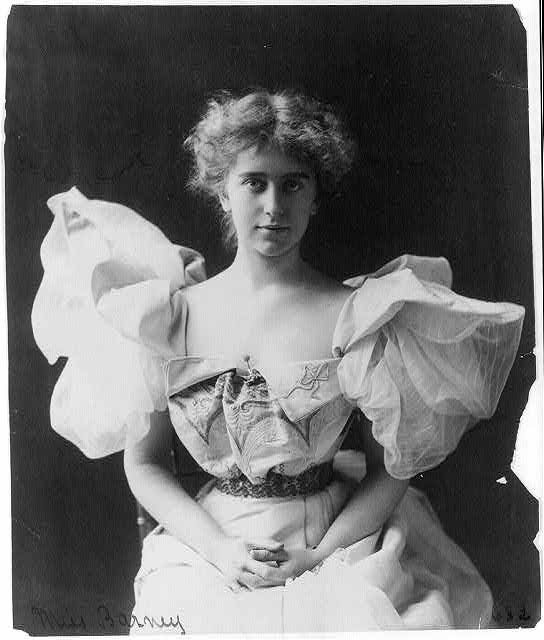
Natalie Clifford Barney, l'amour infidèle.

Au tournant du siècle, à 30 ans, Liane est, selon son biographe Jean Chalon, « une des reines du demi-monde ». Ouvertement bisexuelle, elle a des amants des deux sexes et entretient des liaisons amoureuses avec Valtesse de La Bigne ou bien Émilienne d'Alençon. En 1899, elle rencontre « Nathalie, un don du ciel, (...) un rayon lumineux et subtil qui dore tout sur son passage » mais aussi « Nathalie l'inconstante, qui sait être si fidèle malgré ses infidélités », une jeune Américaine de vingt-trois ans, Natalie Clifford Barney, qui devient ensuite poétesse et romancière. Celle-ci se présente chez Liane déguisée en page florentin et Liane, touchée par tant de fraîcheur et de spontanéité, se prend d'une réelle affection pour la jeune femme : « la jeune Américaine, fascinée par Liane, lui offrira la démesure de son innocence, l'insolence de cet amour ». 
Durant l’été 1899, Liane écrit à Natalie : « Des mots, des caresses, des effleurements, cela, c'est nous deux ». Natalie, fascinée par sa « sveltesse angélique » et quelque peu « androgyne » veut retrouver Liane à Lesbos : « Passer ma vie à tes pieds comme ces jours derniers (...) Nous nous retrouverons à Lesbos (...) Je veux nous imaginer dans cette île enchantée d'immortelles. Je la vois si belle. Viens, je te décrirai ces frêles couples d'amoureuses, et nous oublierons, loin des villes et des vacarmes, tout ce qui n'est pas la Morale de la Beauté ». Leur liaison, qui ne dure qu'une année, défraie la chronique, mais Natalie est rapidement infidèle et c'est avec la poétesse Renée Vivien qu'elle séjourne à Lesbos. 
Liane met en scène sa liaison avec Natalie (le personnage de Flossie) dans un livre intitulé Idylle saphique qui paraît en septembre 1901. Présenté comme un roman, le livre à la réputation sulfureuse est un grand succès de librairie. Liane en envoie un exemplaire à Natalie et lui écrit : « L'Idylle a vu le jour et le public s'arrache, c'est le mot, ces lambeaux de nous et de nos anciennes aspirations ». Bien des années plus tard, Natalie Barney déclare à Jean Chalon : « Liane, ah ! ma Liane, c'est mon souvenir le plus voluptueux. Et dire que, à la fin de sa vie, elle prétendait que j'avais été son plus grand péché ! ».
Une édition de la Correspondance amoureuse de Natalie Clifford Barney et Liane de Pougy a été publiée en juin 2019.

### Les romans de sa vie
En 1898, Liane de Pougy avait déjà fait sensation en publiant son premier roman, intitulé L'Insaisissable. L'ouvrage paraît d'abord en feuilleton dans le quotidien Gil Blas en juillet. Dans ce qui est « le roman de Liane de Pougy écrivain sur Liane de Pougy courtisane », l'auteur décrit la vie d'une courtisane, Josiane de Valneige, et offre une réflexion sur l' image dans la société de ces demi-mondaines dont l'unique péché serait tout autant d'aimer que de vouloir être aimées : « Aimer !!! Aimer !!! Oh ! Oui (...) Rencontrer un regard pur où mirer mon cœur fatigué. Palpiter dans une étreinte d'un bonheur non joué, laisser tomber sur mes joues une larme, une vraie ! ». Le roman trace aussi ce que pourrait être un chemin de rédemption sociale et spirituelle dans la quête de l'amour véritable.   
Entre 1899 et 1908, outre Idylle saphique, Liane de Pougy publie une comédie, L'Enlizement, et cinq romans qui « répètent uniformément la lassitude, l'ennui et le dégoût de la courtisane à faire ce métier, sa souffrance, mais une souffrance nécessaire à ses yeux qui lui permettra de racheter ses péchés et de connaître la béatitude ».
En juillet 1904 paraît une revue illustrée féminine, L'Art d’être jolie, dont Liane Pougy assure la direction. L’éditorial du premier numéro, dont la couverture offre un portrait de Liane d’après Léopold-Émile Reutlinger, affirme l'objet de cette publication hebdomadaire : guider chez la femme « cet art instinctif en elle, l'art d’être jolie (...) en apportant chaque semaine, en son format élégant et parfumé, véritablement digne de celles qui le feuilletteront, l'essence même de ce qui fait le charme féminin ». Vingt-cinq numéros de L'Art d’être jolie paraissent jusqu'en janvier 1905.  
Avec les encouragements de plusieurs de ses amis, en particulier Salomon Reinach, Liane commence à tenir un journal. Il couvre la période de 1919 à 1941 et sera publié de manière posthume, en 1977, sous le titre Mes cahiers bleus. On y lit une chronique de la vie de l'entre-deux-guerres mêlée de souvenirs de la Belle Époque parmi lesquels se trouvent d'innombrables portraits. Ainsi peut-on lire sur ses amis, dans les Cahiers, au mois de mars 1921, des remarques tendres mais non dénuées d'ironie :
« Salomon est venu nous voir hier. Il fut affable, tendre, souriant, complimenteur, prit souvent ma main entre les siennes et ne nous débita en somme que des fadaises. Albert de Monaco vient de lui octroyer le grand cordon de son État, avec une décoration brillante de diamants. Il en semblait tout fier. Qu'il est futile ! Nous fîmes deux ou trois tours dans le parc. Je lui cueillis des violettes... qu'il mit dans sa poche. Ça n'est plus du tout ça ! »
« Nous avons eu hier notre Max habité par un diable, dissipé à outrance. Il était allé toute la nuit au bal masqué et en restait très agité : les masques, les intrigues, la musique, les danses, les lumières, le buffet ! Il n'avait pu communier le matin, n'étant pas à jeun, et se trouvait ainsi plus près des hommes que de Dieu. »
« Miss Barney m'a envoyé une douzaine d'iris noirs en boutons, contenant, fermés, tout leur mystère. À peine les eus-je mis dans l'eau qu'ils se sont ouverts. Elle m'écrit : "Voici le retour des iris noirs, à quand le tien ?" C'était une fleur que nous aimions, une fleur d'époque à la Jean Lorrain qui les avait chantés : "Je suis, fiers iris noirs, fervent de vos ténèbres". »
Les Cahiers bleus sont aussi le témoignage de l’évolution spirituelle de Liane de Pougy, qui écrivait en 1926 : « Je voudrais ne pas trop penser à moi. Je voudrais m'occuper, me vouer à quelque chose... Mes aspirations vont toujours vers le haut. Recevront-elles un couronnement en rapport avec cette élévation ? »

### Le mariage et l'amitié
En 1908, alors au sommet de sa carrière, Liane de Pougy, qui aura bientôt quarante ans, rencontre le prince roumain Georges Ghika (1884-1945 ; fils de Grigore et petit-fils de Ion Ghika), neveu de la reine Nathalie de Serbie (née Natalija Kesko ; car sa mère Maria Kesko était la sœur de ladite Natalija Kesko), de quinze ans son cadet, très noble mais fort désargenté, qu'elle épouse le 8 juin 1910, en l'église Saint-Philippe-du-Roule. Le lendemain, le mariage fait la une du New York Times. « Comme la fortune de Liane est infiniment supérieure à la sienne, Georges Ghika, grand seigneur, a exigé la séparation des biens ». 
En 1914, cependant, la mort de son fils unique l'affecte beaucoup, comme elle l’écrit plus tard dans son journal : « Ma plus poignante douleur, celle qui a failli me tuer, me faire perdre la raison (je suis restée quinze mois dans de cruelles maisons de santé), ce fut la mort de mon fils, de mon unique enfant, l'aviateur Marc Pourpe, engagé volontaire, tombé au champ d'honneur, le 2 décembre 1914, près de Villers-Bretonneux ». Liane ne s'en remet jamais vraiment malgré plusieurs séjours en maisons de repos. Elle met beaucoup d'énergie pour obtenir une reconnaissance officielle des vols de son fils par une Légion d'honneur qui ne vient jamais.
Dès 1920, elle se lie d'amitié avec Max Jacob qu'elle reçoit, avec son mari, dans leur maison de Roscoff. Une correspondance s'échange entre eux jusqu’à la mort de l'écrivain. À Roscoff également, « Jean Cocteau vient souvent, entraînant des amis à sa suite ». Liane écrit dans son journal (7 décembre 1919) : « Cocteau est un causeur éblouissant, ardent, ironique, bondissant, élégant et abondant. Il est délicieux, un peu... répugnant et très inquiétant. Il tuerait avec un mot (...) ». En 1922, l'abbé Mugnier fait la connaissance de la princesse Ghika : « Elle disait avoir été en Grèce, en Égypte, à Constantinople, promené son chagrin d'aimer. Elle racontait les coups reçus de son premier mari. Elle est d'une famille des environs de Rennes et d'une autre espagnole. Elle a été élevée à Saint-Anne d'Auray qu'elle aime beaucoup. Elle lit L'Imitation et le Pater de Sainte-Thérèse : Dieu est mon Père ».
Son mariage est parfaitement heureux durant seize ans, jusqu'à ce que Georges Ghika ne la quitte brusquement, en juillet 1926, pour l'ultime conquête de sa femme, une jeune artiste de vingt-trois ans, « mignonne et délicate », Manon Thiébaut, qu'il emmène en Roumanie. Pour se consoler, la princesse retrouve Natalie Barney à Paris et forme avec elle et son amie Mimy Franchetti - « qui réunit tous les dons du Ciel » - une sorte de ménage à trois, dont Natalie fait l'objet d'un récit autobiographique publié de manière posthume : Amants féminins ou la troisième. Menacé de divorce, le prince finit par lui revenir, mais leur relation devient difficile et chaotique.

### La foi jamais perdue

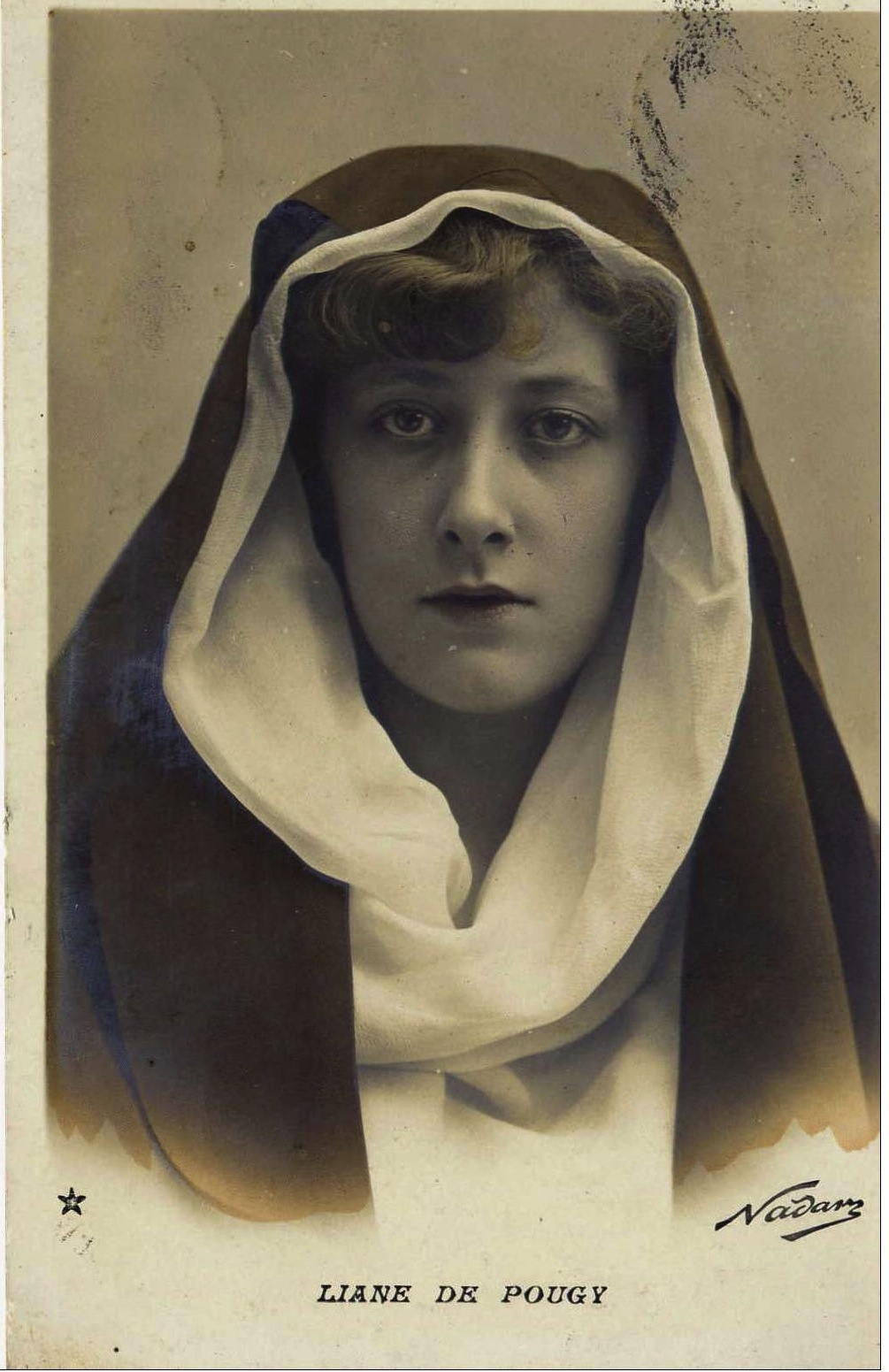
Photographie par Nadar.

Le R.P. Rzewuski, dominicain, à qui Liane avait confié en 1942 les manuscrits de ses Cahiers bleus, écrit dans la préface à l’édition qui en a été faite : « D'après les pages de ses Cahiers bleus, on peut constater que Liane n'avait jamais cessé de chercher à aimer Dieu. Mais ceci à sa manière (...) Sa foi se heurtait cependant à ce qui lui semblait un obstacle. Comment accorder les exigences et la pureté du Fils de Dieu, son enseignement et son exemple avec ce qu'elle savait être, sa vie, son passé et même son présent ? ». 
En 1928, la princesse Ghika se lie d'amitié avec mère Marie-Xavier, mère supérieure de l'asile Sainte-Agnès à Saint-Martin-le-Vinoux, près de Grenoble. Elle récupère auprès de ses amis parisiens des fonds pour l'entretien des pensionnaires de cet institut : « Gabrielle Chanel a été spontanément et magnifiquement généreuse », rappelle-t-elle dans Mes cahiers bleus. Anne-Marie demeure très attachée à cette œuvre de bienfaisance : « Je m'occupe de Sainte-Agnès - ce lot m'est échu - je m'en occupe tant que je peux », peut-on lire encore dans son journal. Et elle exprime le désir d'y être inhumée. 
Dans les années qui suivirent, Mère Marie-Xavier guide la lente métamorphose spirituelle de la princesse Ghika. En 1943, le R.P. Rzewuski, son confesseur depuis 1939, « juge sa pénitente digne d’être reçue dans le Tiers-Ordre de Saint-Dominique » : le 14 août 1943, l'ancienne étoile des Folies Bergère, la scandaleuse, prononce ses vœux et prend le nom de Sœur Anne-Marie de la Pénitence. Laïque consacrée, elle vit désormais selon la règle dominicaine. 
Après la mort de Georges Ghika, le 19 avril 1945, Anne-Marie s'installe à Lausanne où elle transforme une chambre de l'hôtel Carlton en cellule. C'est là qu'elle meurt le 26 décembre 1950, lendemain de Noël. Selon ses vœux, elle est enterrée dans l'enclos des sœurs de l'asile Sainte-Agnès au cimetière communal de Saint-Martin-le-Vinoux (Isère),, « mon cher Sainte-Agnès, où le Ciel a guidé mes pas, le 15 août 1928, le jour de ma fête ». 

« Elle est morte à quatre-vingt-deux ans, gardant sur son visage et dans son regard admirable les signes encore visibles de sa beauté passée. Elle avait souhaité mourir un soir de Noël ; la divine Providence a exaucé ce vœu. Elle avait désiré que nul ne suivît le cercueil de celle qui n'entendait plus être que Anne-Marie-Madeleine de la Pénitence. Cette dépouille terrestre tant vantée, tant aimée, s'en alla solitaire. Liane de Pougy était bien morte. »

## Galerie

Quelques photos de Liane de Pougy et de son tombeau
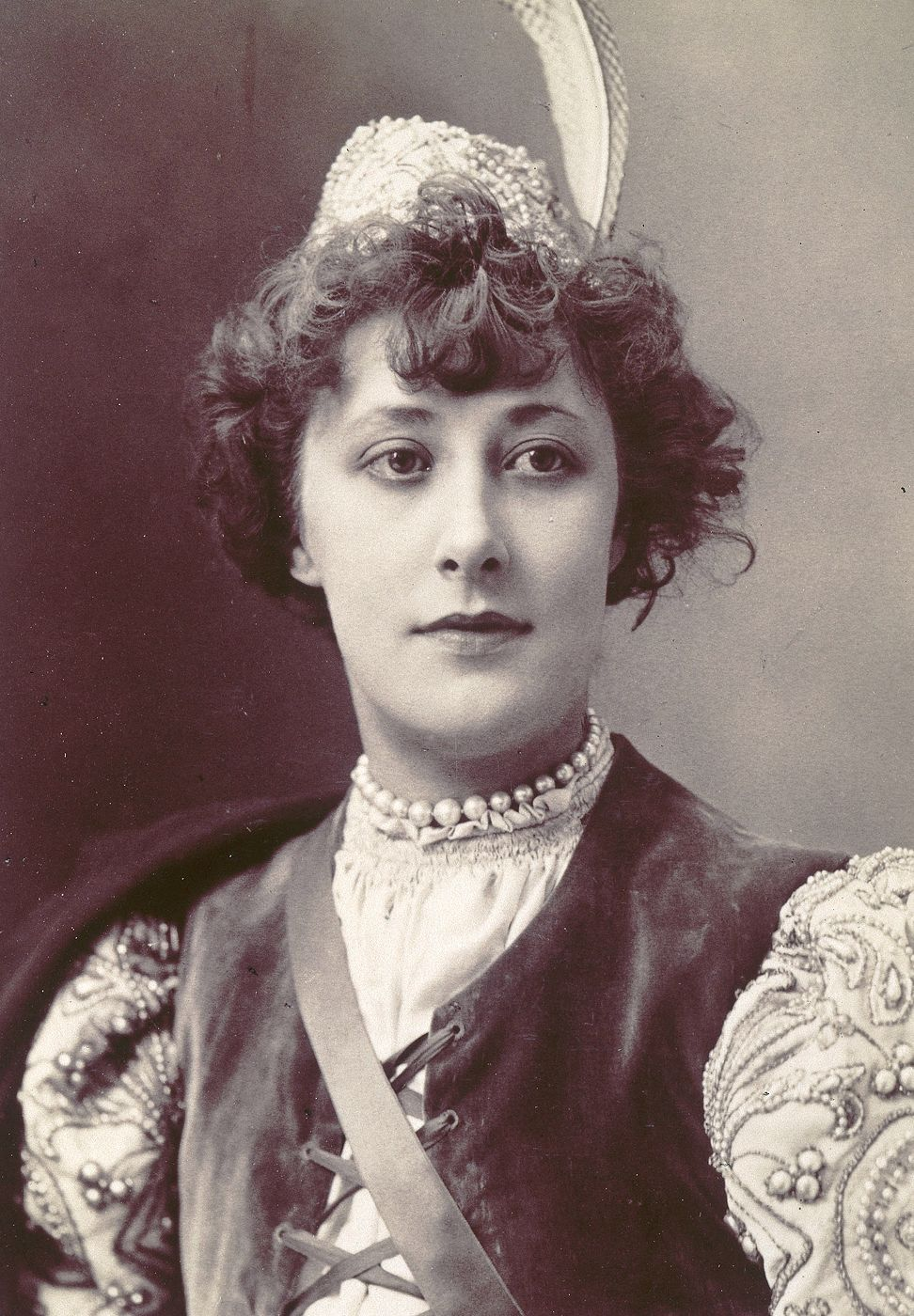
Liane de Pougy, par Nadar.
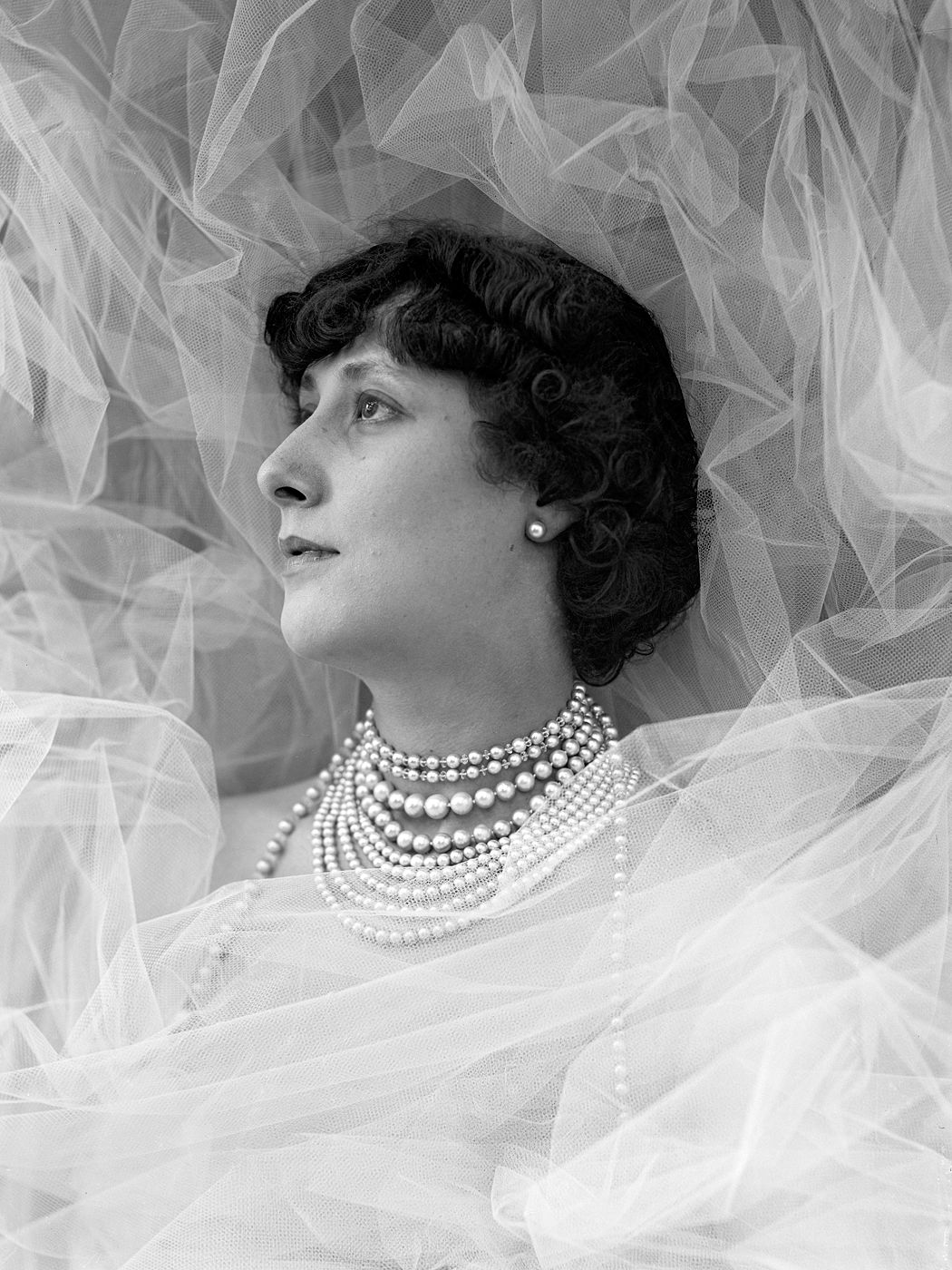
Liane de Pougy, par Nadar.
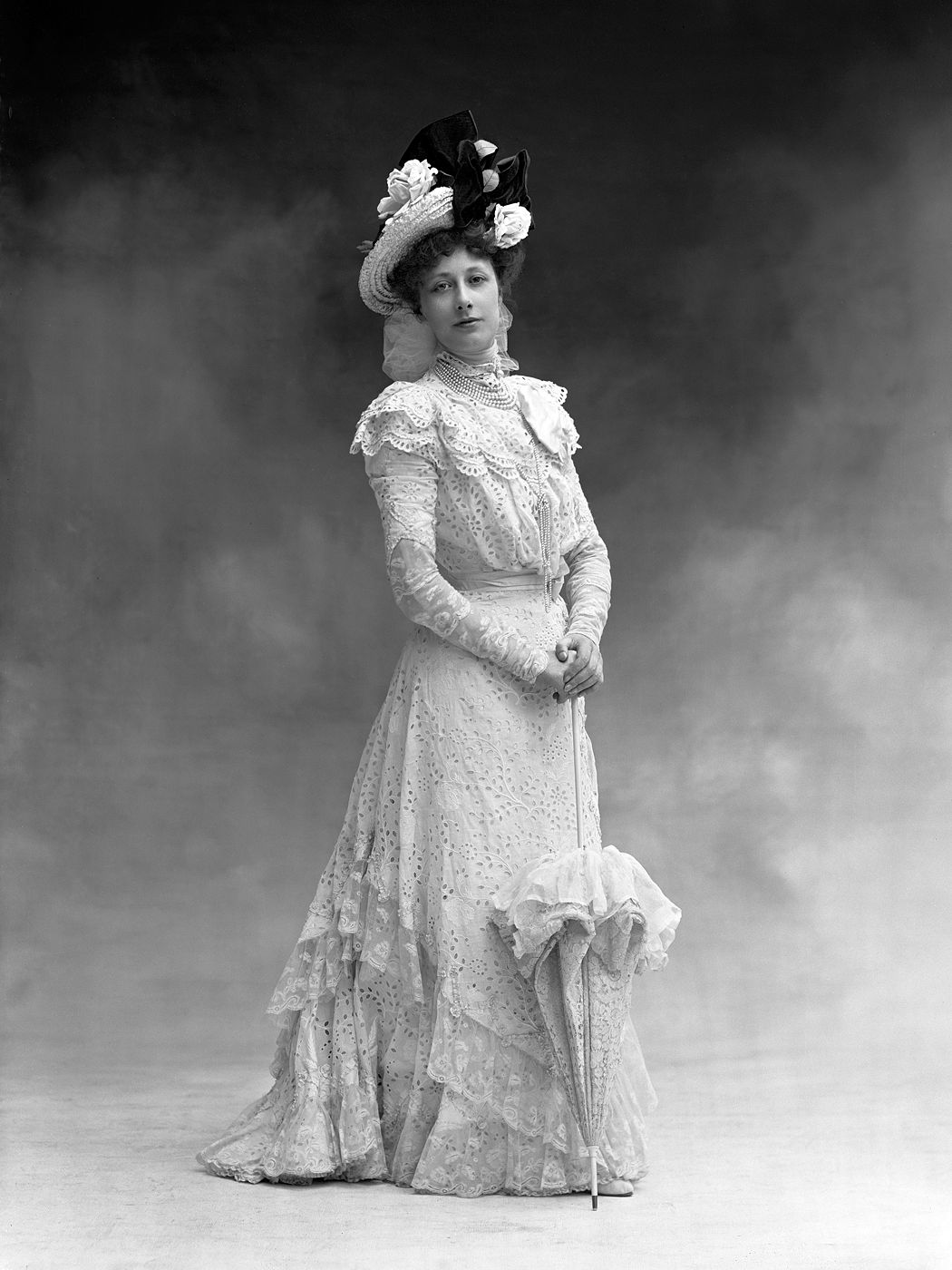
Liane de Pougy, par Nadar.
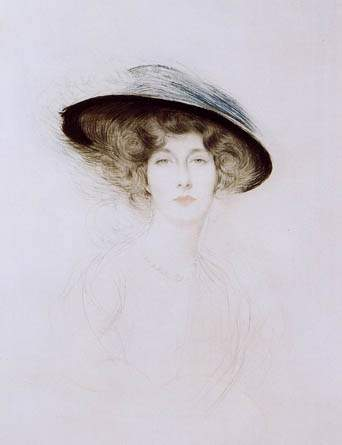
Liane de Pougy par Paul César Helleu.
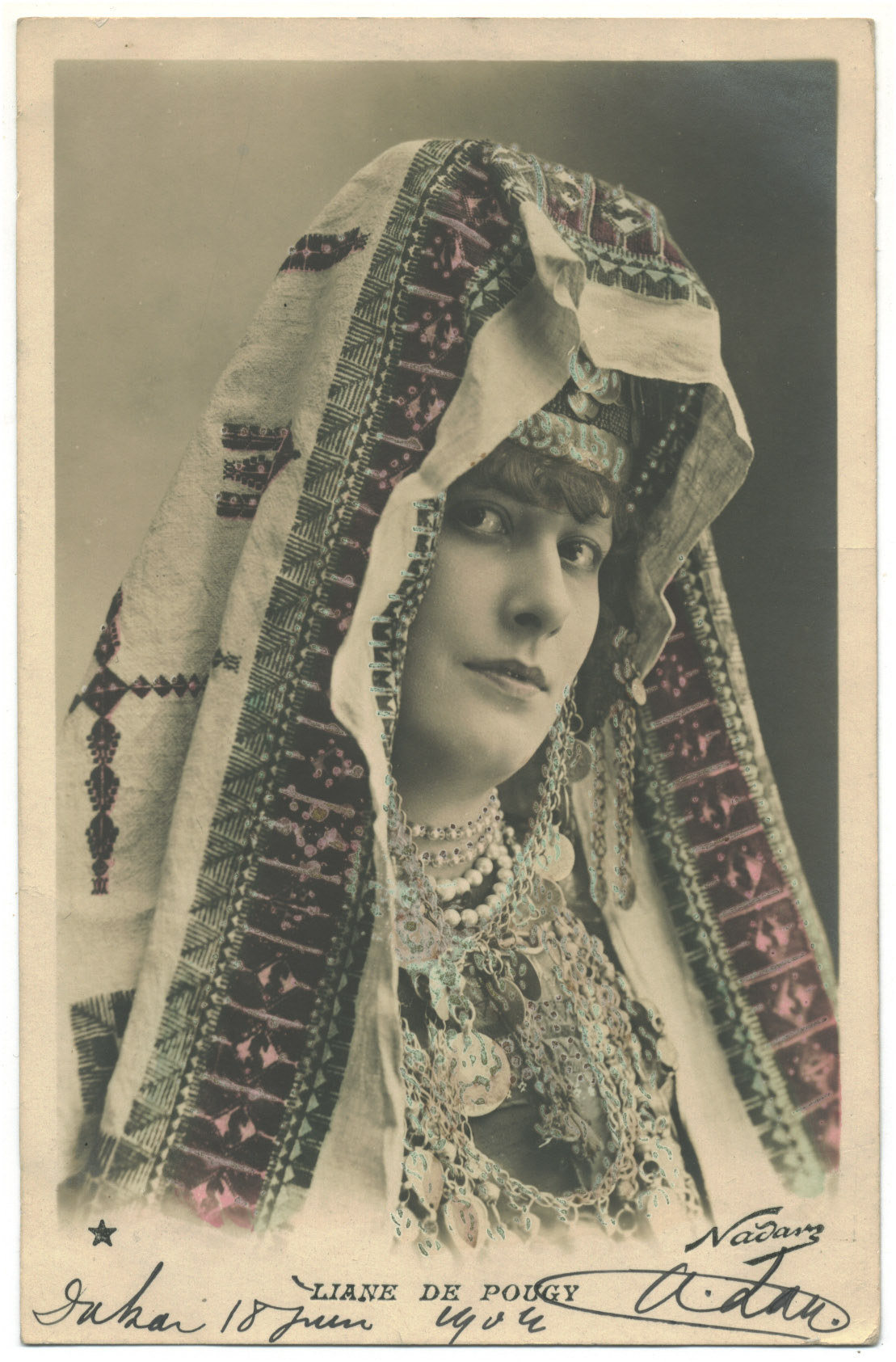
Liane de Pougy par Nadar.
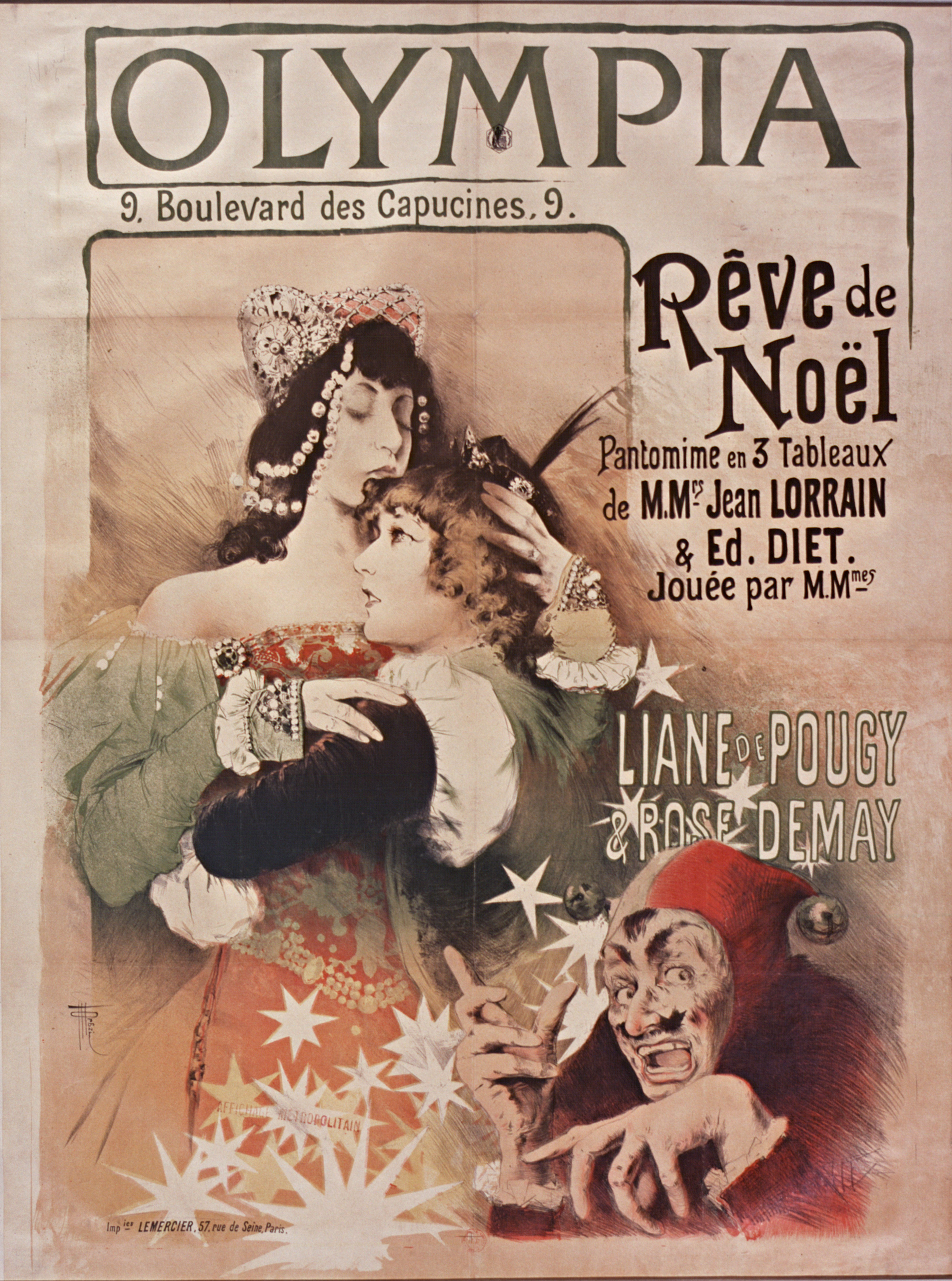
Liane de Pougy et Rose Demay sur une affiche d'Orazi.
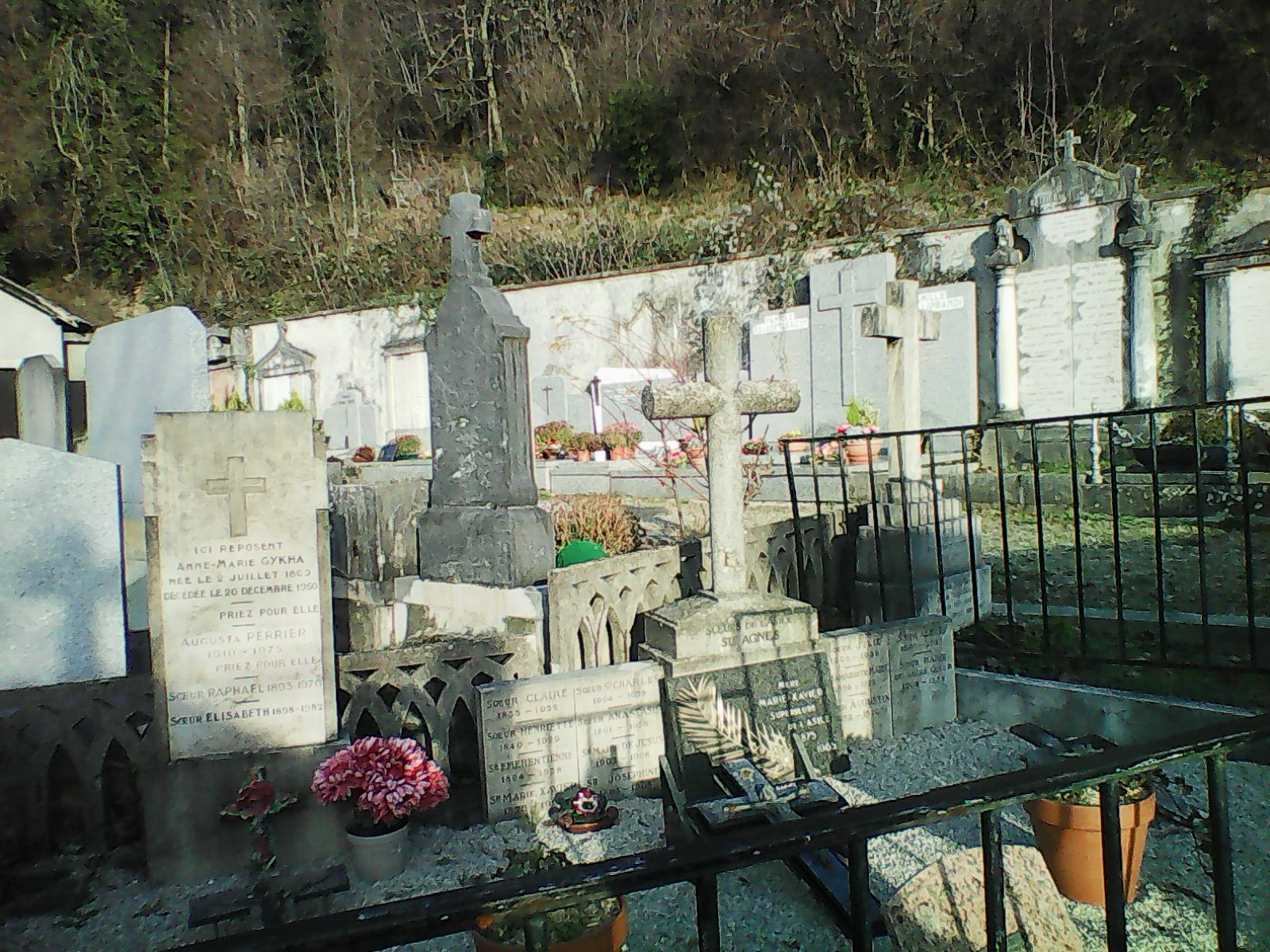
Tombe de la Princesse Gikha et des sœurs de Sainte-Agnès.
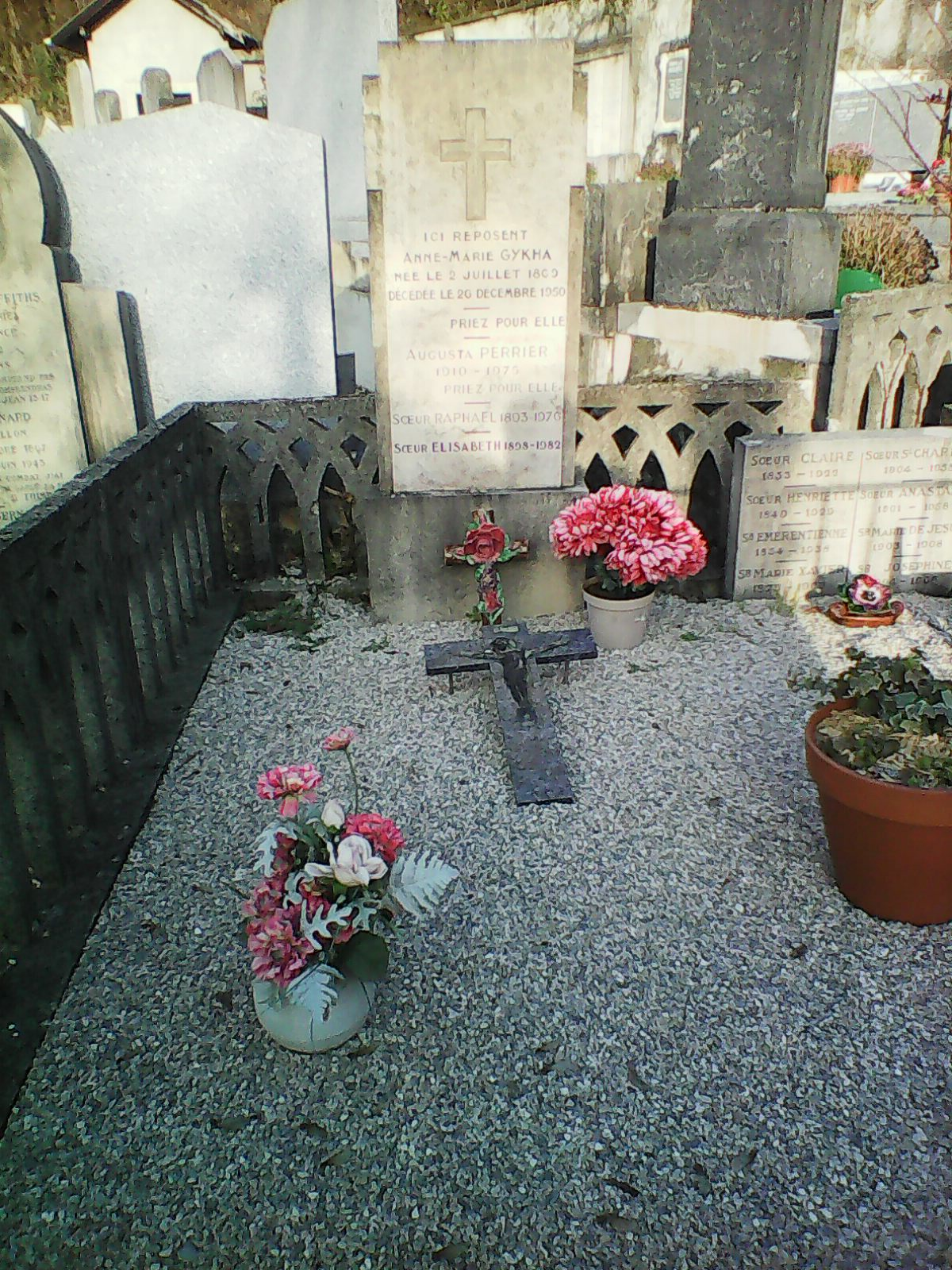
Autre vue de la tombe.

## Résidences

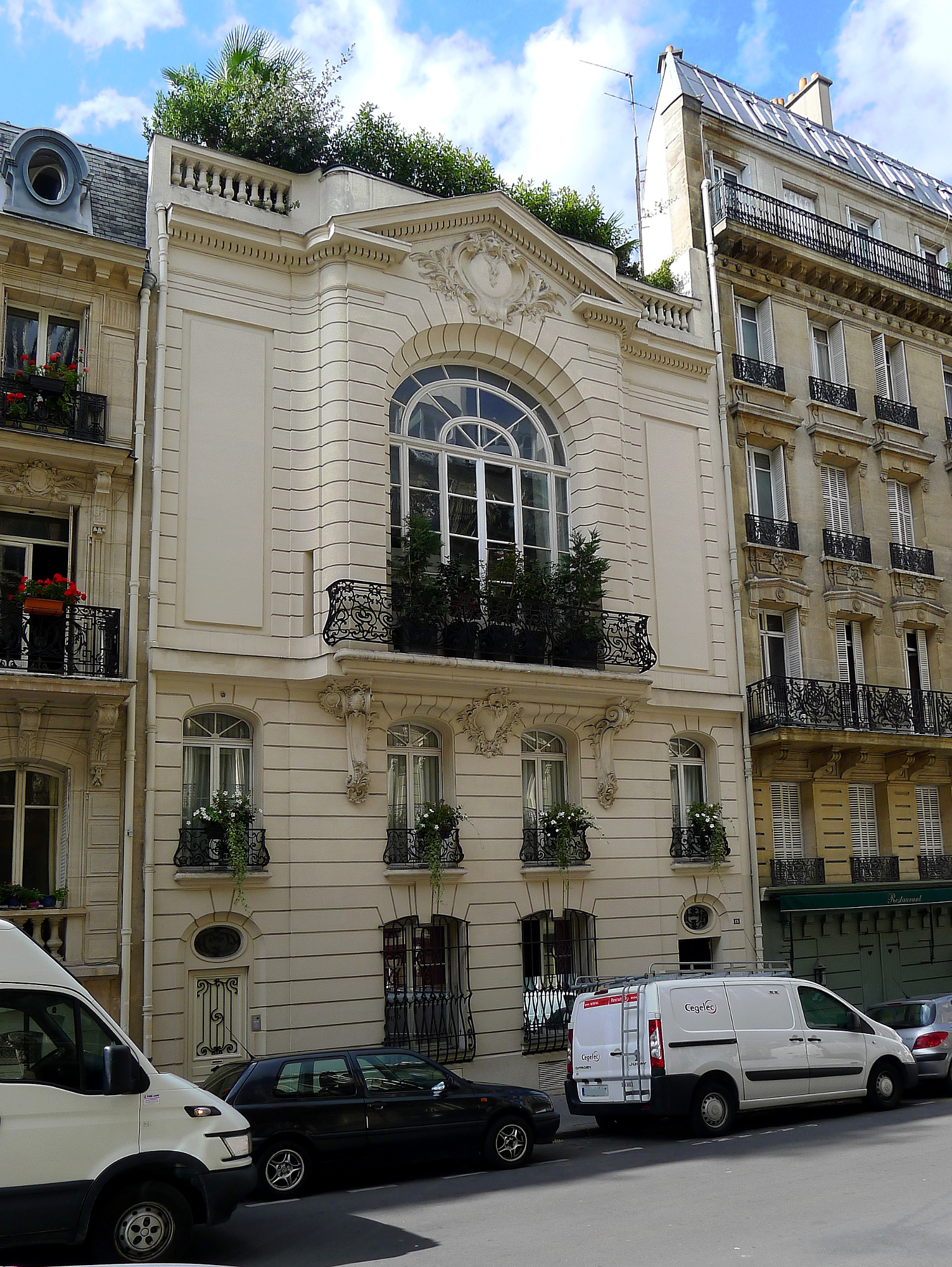
No 15, rue de la Néva, Paris.

- 1894 : hôtel particulier situé au 61, boulevard de Beauséjour (16e arrondissement de Paris)[74].
- Hôtel particulier, 15, rue de la Néva (8e arrondissement de Paris).
- Le Clos Marie à Roscoff, résidence de vacances acquise en 1903 et revendue en 1926, où elle reçoit ses amis comme Max Jacob ou Reynaldo Hahn.
- Hôtel Carlton, à Lausanne, Suisse.
- Villa Prima Verina à Cannes dans le quartier de La Bocca[75].

## Œuvres
- L'Insaisissable, roman vécu, Paris, Librairie Nilsson - Per Lamm, 1898 (Ce premier roman est dédié à Jean Lorrain qui fut son ami proche)
- La Mauvaise Part- Myrrhille, roman, Paris, Librairie Nilsson - Per Lamm, 1899[76]
- L'Enlizement, comédie en un acte, Paris, Le Livre moderne, 1900 (La première de cette pièce eut lieu au Théâtre des Funambules, le 16 février 1899)
- Idylle saphique, roman, Paris, Librairie de la Plume, 1901 : Idylle saphique   (Wikisource) ; (rééd. Paris, Éditions des Femmes, 1987, préface de Jean Chalon; rééd. Alteredit, 2006) (Le personnage d'Altesse est inspiré de son amie Valtesse de La Bigne)
- Ecce homo. D'ici, de là, Paris, Société parisienne d'édition, 1903[77]
- Les Sensations de Mlle de La Bringue, roman à clef, Paris, Albin Michel, 1904, lire en ligne sur Gallica et Les Sensations de Mlle de La Bringue   (Wikisource)
- L'Art d'être Jolie, Paris, publication hebdomadaire sous la direction de Mme Liane de Pougy, juillet 1904 à janvier 1905
- Yvée Lester, roman, Paris, Ambert, 1906[78]
- Yvée Jourdan, roman, Yvée Jourdan, Paris, Ambert et Cie, 1907    (Wikisource)
- Mes cahiers Bleus, préface du R.P. Rzewuski (édition posthume du journal de Liane de Pougy), Paris, Plon, 1977
- Natalie Clifford Barney, Liane de Pougy, Correspondance amoureuse, édition établie et annotée par Suzette Robichon et Olivier Wagner. Introduction et postface d’Olivier Wagner, Collection Blanche, Gallimard, Paris, 2019
- Dix ans de fête - Mémoires d'une demi-mondaine, mémoires posthumes, inédit, Éditions Bartillat, 230 p., 2022  (ISBN 978-2841007370)

## Dans la culture
Liane de Pougy fait partie des figures féminines traitées dans le cadre de l'émission Secrets d'histoire, intitulée Les reines de Paris.